# Amor auf dem Pegasus reitend

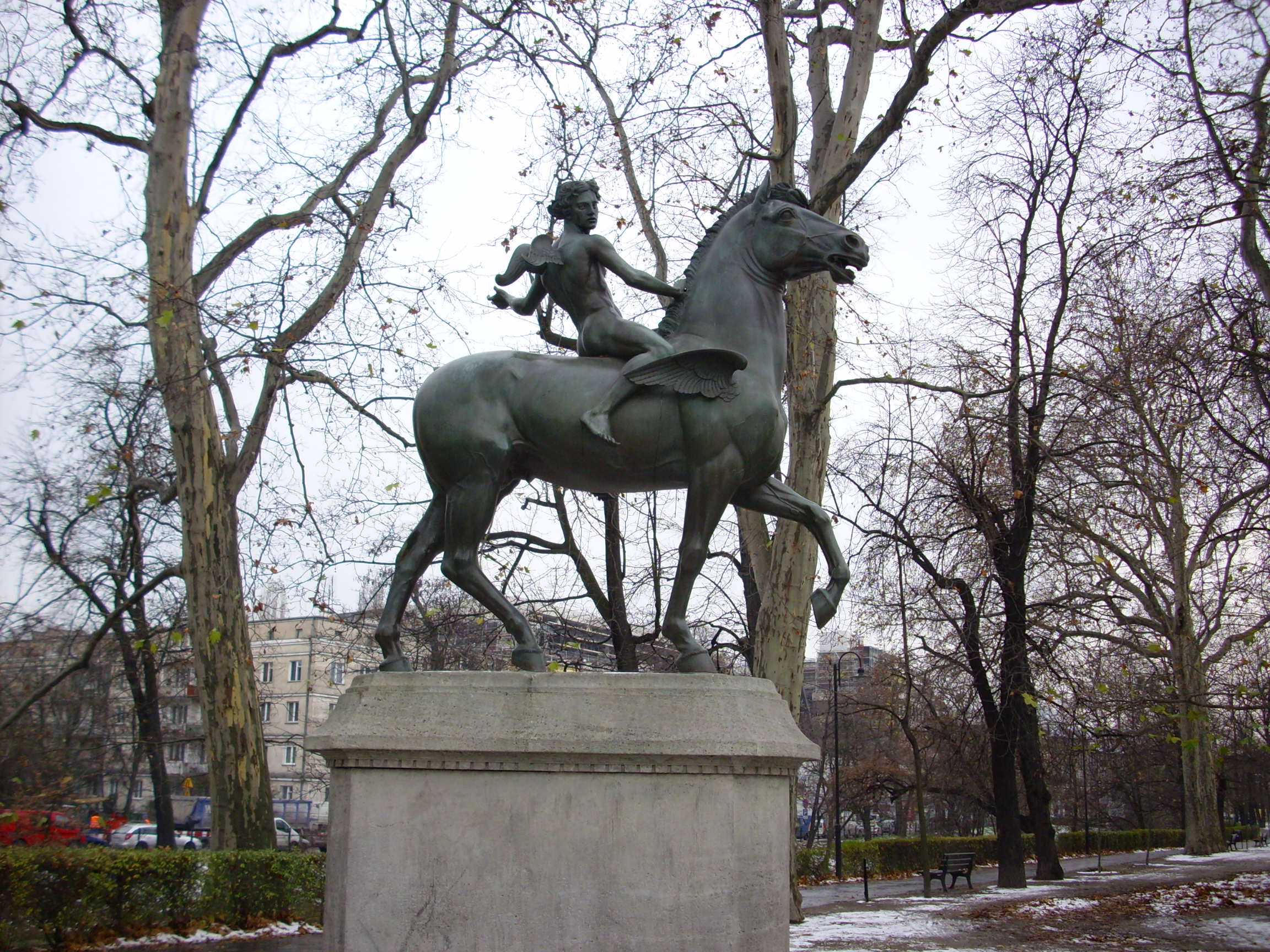
Amor auf dem Pegasus

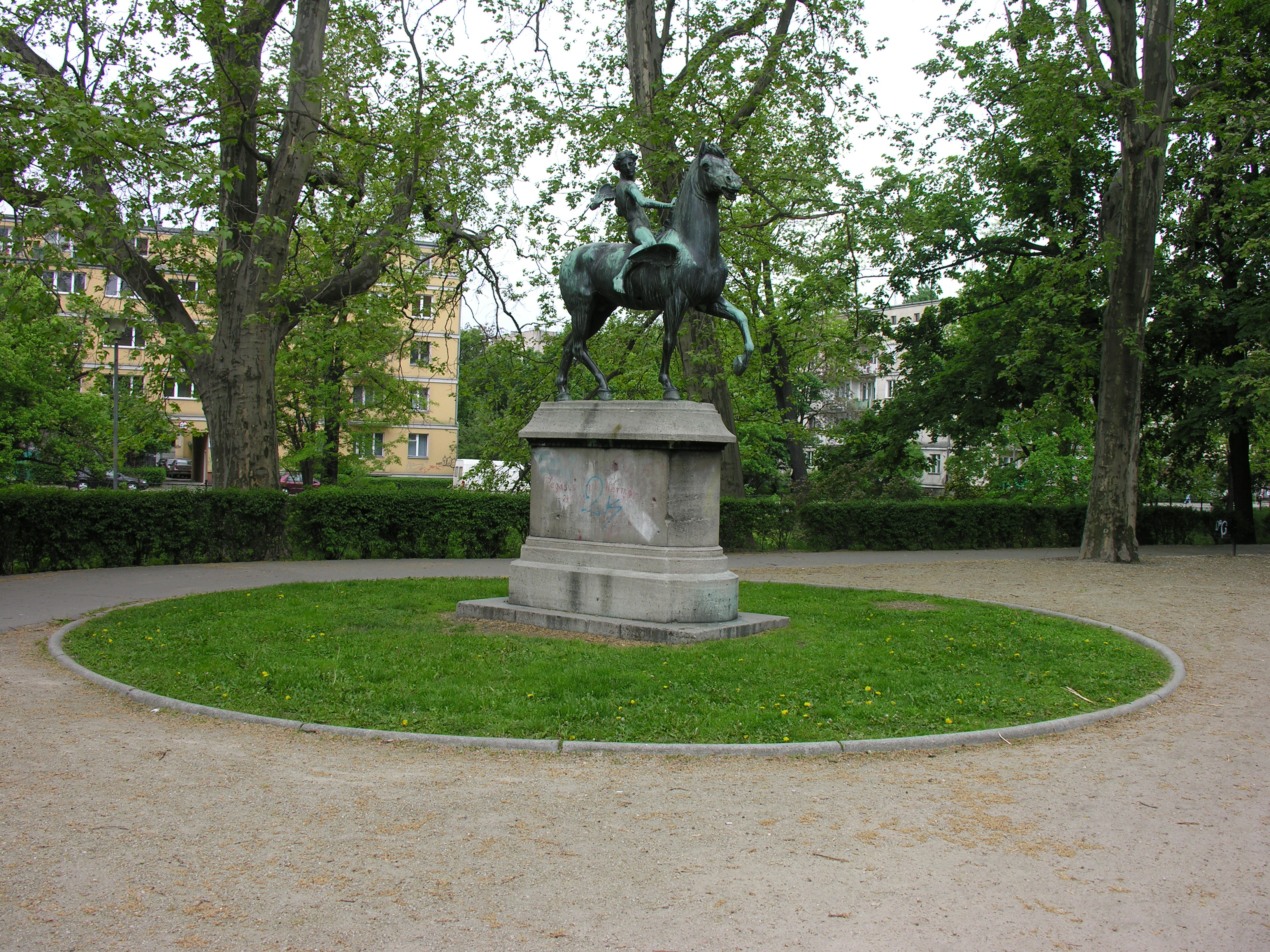
Die Skulptur mit Sockel

Der Amor auf dem Pegasus ist ein Standbild aus dem frühen 20. Jahrhundert auf der Promenade am Nikolaus-Kopernikus-Park (früher Zwingerpark) in Breslau.

## Geschichte und Beschreibung
Die Skulptur wurde 1913 durch den deutschen Bildhauer Theodor von Gosen (1873–1943) geschaffen und war zunächst Teil einer Ausstellung auf dem Gelände der Breslauer Jahrhunderthalle. Auf seinem heutigen Standort auf der Breslauer Promenade wurde das Standbild am 19. Juni 1914 enthüllt.
Die zwei Meter hohe Skulptur, bestehend aus dem Liebesgott Amor, der auf einem mythischen Pegasus mit kurzen Flügeln reitet, wurde aus Bronze hergestellt und steht auf einem rechteckigen Sockel aus Muschelkalkstein mit einer Granitschwelle. Der Guss wurde durch Brandstetter in München ausgeführt. Ursprünglich hielt die Amorfigur in der linken Hand einen Bogen und in der rechten Hand einen Pfeil. Die Augen des Pferdes bestanden aus Rauchquarz (Rauchtopas), die des Amors aus Marmor und Rauchquarz.